# Timbre (heráldica)
En heráldica, se denomina timbre a la insignia que se coloca en la parte superior de un escudo de armas para indicar el grado nobiliario de quien lo posee. El término comenzó a utilizarse hacia el siglo XIV y de aquí se pasaría a su acepción como papel emitido por el Estado o, ya en el siglo XIX, como sello postal.

Escudo del municipio de Reus, con una tiara como timbre.

## Concepto de complementariedad
En la heráldica genticilia existen numerosos escudos de armas sin timbrar, es decir, sin ornamentos exteriores que, como celadas o coronas, indiquen la nobleza o calidad del poseedor. También en la corporativa, producto, habitualmente, de olvido o dejadez. En ambos casos nunca ha constituido su uso una obligación en el territorio hispánico, en cuanto al concepto de complementariedad que poseen timbres y adornos exógenos, pero en la armería municipal se hace necesario para distinguir las armas de municipios de las personales.

## Tipos de timbres
En heráldica la derecha e izquierda son siempre las del escudo, no las del espectador.
A continuación se describen los distintos tipos de timbres.

### La tiara papal
La tiara papal, que es timbre pontificio, se representa con tres coronas ducales sobre un fondo cónico.

### El capelo
Es un sombrero de ala ancha con borlas, utilizado en heráldica eclesiástica.

### La corona
En heráldica, la corona es distintivo de soberanos y señores y se usa también en los escudos de ciudades, provincias y reinos. Las principales formas de coronas usadas como timbres son: 
- La imperial, de oro, con ocho florones y ocho puntas más bajas, terminadas en perlas, bonete escarlata y tres arcos o diademas cubiertos de perlas, que culminan en globo y en cruz.
- La real, se configura como la imperial pero con cuatro diademas iguales y menos elevadas.
- La del príncipe, que puede ser igual a la precedente pero sin diademas, si bien los príncipes de Asturias (título del heredero de la Corona de España) la usan con cuatro diademas, vistas tres en las representaciones heráldicas, y los príncipes de Gales la usan con dos.
- La de infante de España, como las anteriores está decorada con florones en forma de hojas de acanto pero sin diademas.
- La de duque y grandes de España, también de oro con ocho florones en forma de hoja de apio y sin diademas, Birreta de los príncipes del Sacro Imperio.

Birreta de los príncipes del Sacro Imperio.

- La de marqués, tiene cuatro florones y cuatro puntas más bajas, culminando éstas en tres perlas colocadas en triángulo, bien en fila vertical o en serie horizontal.
- La de conde, con dieciocho radios que terminan en perlas.
- La de vizconde, con solo cuatro puntas y sus perlas respectivas.

Birrete
(Birreta germánica).

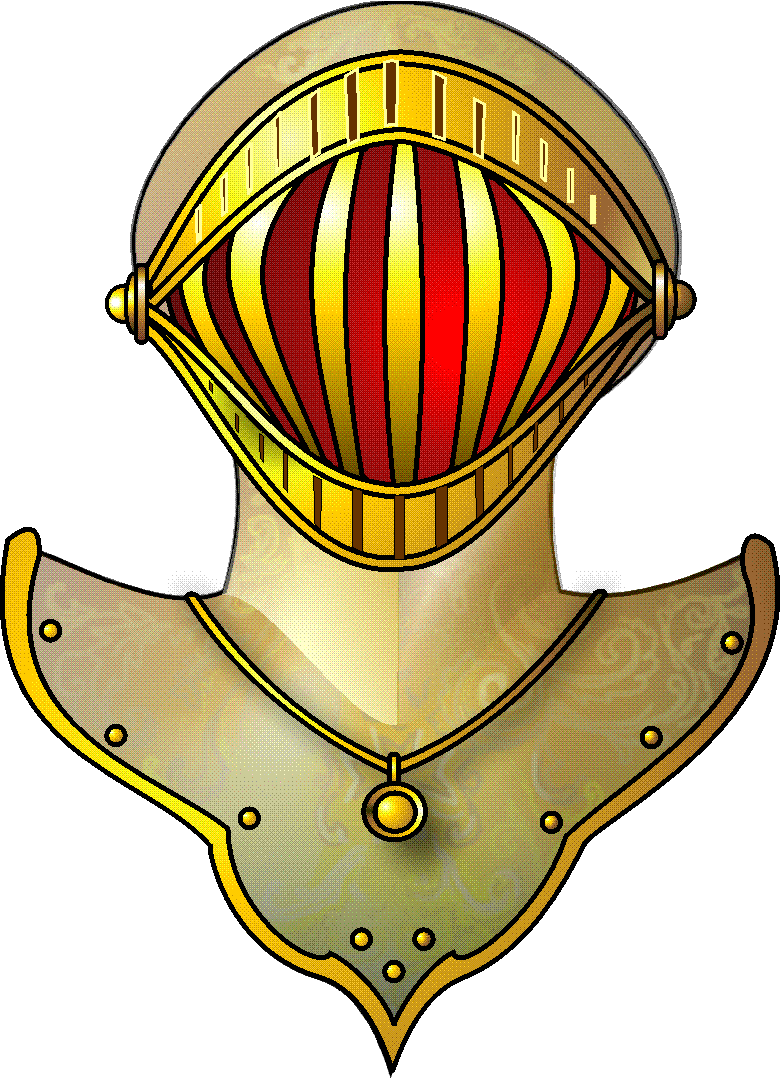
Yelmo de marqués. De frente con siete rejillas.

- La de barón formado por un cerco de oro, sobre el cual se enrolla en espiral un doble cordón de perlas y está rematada por otras de tamaño mayor.
- La de señor, como la anterior pero únicamente rodeada por un cordón sencillo de perlas.
- El burelete de caballero (no es propiamente una corona).
- La corona mural, que es propia de la heráldica cívica y se forma con torreones sobre un cerco a modo de muro.

### El birrete
- el birrete de presidente, era la insignia propia de cancilleres, presidentes del Parlamento, etc.
- los príncipes electores del antiguo Sacro Imperio Romano-Germánico, usaron birreta germánica que era un bonete de grana con faja de armiño.

### El yelmo
El yelmo simple, es señal distintiva de los Caballeros y los Escuderos que no ostenten una dignidad superior y consta de tres partes:
- casco o morrión
- visera
- barbera

Los monarcas lo llevan dispuesto de frente, de oro y con la visera abierta. Los príncipes y grandes señores, de plata con visera de barras. Los vizcondes, barones, gentiles-hombres y caballeros lo usan terciado y sobre el mismo llevan la corona propia de su dignidad. 
Los simples nobles y escuderos, de acero pulido, de perfil y cerrado. Por último, si el yelmo está orientado a la izquierda, denota la condición de bastardo.
Los caballeros representantes del príncipe en embajadas o misiones en el extranjero, igual que los antiguos hidalgos o caballeros, pero con el yelmo cerrado y cinco barras de oro y coronado de burelete y/o cimera. Solo los nobles o nuevos ennoblecidos tienen derecho a colocar en sus armas el yelmo. Los nuevos nobles o escuderos con cinco plumas correspondientes a los colores de sus armas y con el yelmo abierto con fondo de encarno. Los antiguos hidalgos de sangre con cimera o burelete con los colores del escudo, representando al señor de jurisdicciones o embajador del rey o príncipe con el yelmo cerrado. Los no pertenecientes a la nobleza no pueden usar el yelmo sobre sus armas, solo el escudo simple (sin yelmo ni lambrequines) ya que estos significan la dignidad y el título de quien los ostenta, miembros de la baja nobleza. La alta nobleza titulada incluye en sus yelmos la corona correspondiente al título que ostentan. Las plumas de avestruz son usadas por los nuevos ennoblecidos y por los escuderos de cinco a siete con los colores de sus armas quedando exentos de usarlas las personas no nobles. Los caballeros y/o señores añaden el burelete con o sin cimera.